# John H. Parry
John Horace Parry (* 26. April 1914 in Harmondsworth, Birmingham; † 25. August 1982 in Cambridge, Massachusetts) war ein britischer Historiker und Professor an der Harvard University (Gardiner Professor of Oceanic History and Affairs).

## Leben und Werk
Parry studierte am Clare College der University of Cambridge, an der er 1938 in Geschichte promoviert wurde. Davor war er einige Jahre an der Harvard University. Von 1940 bis 1945 war er Offizier in der Royal Navy, zuletzt als Lieutenant-Commander. Ab 1945 war er Tutor für Geschichte und ab 1946 Lecturer am Clare College. 1949 bis 1956 war er Geschichtsprofessor am neu gegründeten University College of the West Indies in Kingston (Jamaika). 1954/55 war er Gastprofessor in Harvard und 1956 Prinzipal am University College in Ibadan in Nigeria. 1960 ging er als Prinzipal an das University College of Swansea und 1963 wurde er Vizekanzler der University of Wales in Cardiff. 1965 wurde er Professor in Harvard.
Er befasste sich mit Entdeckungs- und Kolonialgeschichte (besonders Spanien und Südamerika) und maritimer Geschichte. In Harvard gab er auch Kurse in Segeln. Er war seit 1938 mit Joyce Carter verheiratet und hatte drei Töchter und einen Sohn.

## Ehrungen und Mitgliedschaften
Parry war MBE (1942, für Verdienste in der Royal Navy, in der er dreimal torpediert wurde) und Companion of the Order of St. Michael and St. George sowie Kommandeur des Ordens von Alfons von Kastilien. 1964 wurde er Ehrendoktor der Universität Ceara. 1967 wurde Parry in die American Academy of Arts and Sciences gewählt.

## Schriften
- Europäische Kolonialreiche. Welthandel und Weltherrschaft im 18. Jahrhundert, Kindlers Kulturgeschichte, Kindler Verlag 1972
- Englische Ausgabe Trade and dominion : the European oversea empires in the eighteenth century, Weidenfeld and Nicholson 1971, 1974, 2000
- Europe and a wider world, 1415-1715, London: Hutchinson 1949, 1966, Neuabdruck als The establishment of the European hegemony, 1415-1715: trade and exploration in the age of the Renaissance, 1961
- Das Zeitalter der Entdeckungen. Von 1450 bis 1630, Kindler Kulturgeschichte, Kindler Verlag 1963
  - Englisches Original: The age of reconnaissance, Cleveland, World Pub.,  1963, 1966, 1973, University of California Press 1981
- The Spanish theory of empire in the sixteenth century, Cambridge University Press 1940, 1949, 1974, 1978
- The audiencia of New Galicia in the sixteenth century: a study in Spanish colonial government, Cambridge University Press 1948, 1968
- The sale of public office in the Spanish Indies under the Habsburgs, Berkeley, University of California Press 1953
- mit Philip Manderson Sherlock, A. P. Maingot A short history of the West Indies, 1956, 4. Auflage St. Martin´s Press 1987
- The cities of the Conquistadores, London 1961 (Canning House Lecture)
- The Spanish seaborne empire, London: Hutchinson 1966, 1973, 1977, 1990
- The European reconnaissance: selected documents, New York: Walker 1968
- The discovery of the sea, New York: Dial Press 1974, University of California Press 1981
- The discovery of South America, New York: Taplinger Pub. 1979
- Romance of the sea, Washington D. C., National Geographic Society 1981